# Yahoo! Movies
Yahoo! Movies (in precedenza noto come Upcoming Movies), è uno dei siti web di Yahoo!, possiede una vasta collezione di informazioni su film, del passato e delle nuove uscite, trailer e clip, il botteghino delle informazioni, e orari degli spettacoli e informazioni sul cinema. Yahoo! Movies include anche le foto del red carpet, gallerie di attori e foto di scena. Gli utenti possono leggere le recensioni dei critici, scrivere e leggere altre recensioni degli utenti, ottenere personalizzati raccomandazioni dei film, comprare online i biglietti per i film, e creare e visualizzare gli elenchi degli altri utenti dei loro film preferiti.

## Copertura speciale
Yahoo! Movies dedica una copertura speciale agli Academy Awards con uno speciale degli Oscar sul sito. Gli Oscar del sito comprendono articoli, spettacolo di copertura, una lista della notte dei grandi vincitori, foto, video, e sondaggi.
Dal 2002 al 2007, Yahoo! Movies era la sede delle Greg's Previews di Upcoming Movies, una versione migliorata di Upcomingmovies.com, scritta dal suo creatore, Greg Dean Schmitz.
Yahoo! Movies rilascia anche guide speciali, come ad esempio il Summer Movie Guide, che contiene informazioni sulle versioni principali dell'estate con trailer e clip in esclusiva, foto, informazioni sul botteghino, sondaggi, e contenuto editoriale unico.
Inoltre, Yahoo! Movies ha collaborato con MTV per ospitare un sito speciale per gli MTV Movie Awards, che sarà caratterizzato da informazioni sullo spettacolo e una sezione in cui gli utenti possono inviare cortometraggi originali di parodie sui film dell'anno precedente con la possibilità di vincere il nuovo premio, il Best Movie Spoof.